# Taklong Island National Marine Reserve
Das Taklong Island National Marine Reserve liegt in den Gewässern der Provinz Guimaras auf den Philippinen und erstreckt sich auf einer Fläche von 1.100 Hektar. Es wurde am 8. Februar 1990 mit Inkrafttreten des präsidialen Erlasses 525 eingerichtet und steht im Anhang des NIPAS-Gesetzes von 1992 als ein Nationalpark.
Das Marine Reserve erstreckt sich an der Südwestküste der Insel Guimaras, am Golf von Panay, entlang der Küstenlinie der Barangays  La Paz und San Roque der Gemeinde Nueva Valencia. Im Gebiet des Nationalparks liegen ausgedehnte Korallenriffe und Seegraswiesen, die jedoch beim Schiffsunglück des Öltankers Solar 1 im Jahr 2006 geschädigt wurden. Die Wassertiefe im Nationalpark reicht von 5 bis 20 Meter, das Gefälle entlang der Korallenriffe erreicht teilweise über 60 %. Die Sichtweiten unter Wasser sind jedoch durch einen hohen Schwebstoffanteil im Wasser sehr niedrig.